# Bor-Öndör
Bor-Öndör (tiếng Mông Cổ: Бор-Өндөр) là một đô thị thuộc tỉnh Khentii ở miền đông Mông Cổ. Đô thị này thuộc địa giới hành chính của sum Darkhan, nhưng được quản lý riêng rẽ.

## Địa lý
Thành phố nằm trên độ cao 1300 mét so với mực nước biển và nằm gần phía bắc của rìa bán hoang mạc thuộc sa mạc Gobi. Khu vực hành chính của thành phố rộng 144 km².

### Khí hậu
Bor-Öndör có khí hậu bán khô hạn (phân loại khí hậu Köppen BSk).
| Dữ liệu khí hậu của Bor-Öndör           | Dữ liệu khí hậu của Bor-Öndör | Dữ liệu khí hậu của Bor-Öndör | Dữ liệu khí hậu của Bor-Öndör | Dữ liệu khí hậu của Bor-Öndör | Dữ liệu khí hậu của Bor-Öndör | Dữ liệu khí hậu của Bor-Öndör | Dữ liệu khí hậu của Bor-Öndör | Dữ liệu khí hậu của Bor-Öndör | Dữ liệu khí hậu của Bor-Öndör | Dữ liệu khí hậu của Bor-Öndör | Dữ liệu khí hậu của Bor-Öndör | Dữ liệu khí hậu của Bor-Öndör | Dữ liệu khí hậu của Bor-Öndör |
| Tháng                                   | 1                             | 2                             | 3                             | 4                             | 5                             | 6                             | 7                             | 8                             | 9                             | 10                            | 11                            | 12                            | Năm                           |
| --------------------------------------- | ----------------------------- | ----------------------------- | ----------------------------- | ----------------------------- | ----------------------------- | ----------------------------- | ----------------------------- | ----------------------------- | ----------------------------- | ----------------------------- | ----------------------------- | ----------------------------- | ----------------------------- |
| Trung bình ngày tối đa °C (°F)          | −10 (14)                      | −7 (19)                       | 0 (32)                        | 10 (50)                       | 18 (64)                       | 24 (75)                       | 26 (79)                       | 24 (75)                       | 17 (63)                       | 9 (48)                        | −1 (30)                       | −9 (16)                       | 8 (47)                        |
| Tối thiểu trung bình ngày °C (°F)       | −24 (−11)                     | −21 (−6)                      | −14 (7)                       | −5 (23)                       | 4 (39)                        | 10 (50)                       | 13 (55)                       | 11 (52)                       | 4 (39)                        | −5 (23)                       | −15 (5)                       | −22 (−8)                      | −5 (22)                       |
| Lượng Giáng thủy trung bình mm (inches) | 1 (0.0)                       | 1 (0.0)                       | 2 (0.1)                       | 4 (0.2)                       | 11 (0.4)                      | 34 (1.3)                      | 62 (2.4)                      | 50 (2.0)                      | 18 (0.7)                      | 5 (0.2)                       | 3 (0.1)                       | 2 (0.1)                       | 193 (7.5)                     |
| Nguồn:                                  |                               |                               |                               |                               |                               |                               |                               |                               |                               |                               |                               |                               |                               |

## Dân số
Thành phố có dân số 6.406 người vào năm 2001, và tăng lên 8.510 người năm 2006. Bor-Öndör là thành phố đông dân thứ hai trong tỉnh Khentii sau tỉnh lị Öndörkhaan.

## Kinh tế
Nền kinh tế của thành phố phụ thuộc vào ngành khai mỏ Flourit yb và chế biến cô đặc flourit. Các khu mỏ nằm dưới mặt đất, tạo thành các hố và là xí nghiệp khai mỏ duy nhất của đất nước, hoạt động dưới sự kiểm soát của công tu Mongolrostsvetmet JV. Tất cả sản phẩm Florit được xuất khẩu sang Nga, Ukraina, và các quốc gia khác bằng đường tàu hỏa..
Năm 2007 có 39.218 đầu gia súc tại Bor-Öndör. Tuy nhiên, chúng không có đủ đồng cỏ do nhiều diện tích đã bị ngành khai thác mỏ đào.

## Lịch sử
Tài nguyên Florit được các nhà địa chất Xô viết khảo sát từ thập niên 1950. Năm 1973, một công ty Xô viết-Mông Cổ (nay là Nga-Mông Cổ) được thành lập, với 49% cổ phần thuộc sở hữu của chính phủ Liên Xô (nay là Nga) và 51% thuộc chính quyền Mông Cổ. Cơ sở hạ tầng như thiết bị hay nhà ở cho công nhân mỏ được Liên Xô xây dựng. Tất cả sản phẩm vào thời kỳ đó được xuất khẩu sang Liên Xô.

## Giao thông
Bor-Öndör có đường sắt nối giữa Ulan-Ude - Ulan Bator - Bắc Kinh (Đường sắt Xuyên Mông Cổ).
Con đường chưa được trải nhựa kết nối Bor-Öndör với trung tâm sum Darkhan cùng thuộc tỉnh Khentii dài 43 km và nối với tỉnh lị Öndörkhaan (144 km) qua Darkhan. Con đường này cũng nối với các khu dân cư tại các mỏ Khajuu-Ulaan (43 km) and Ikhkhet (65 km), Airag (65 km), Dalanjargalan (59 km) và các sum của tỉnh Dornogovi. Qua Airag có thể đến tuyến đường trải nhựa nối với Ulan Bator (360 km) - Choir (165 km) - Sainshand (187 km) - Zamyn-Üüd (277 km), và tới Bắc Kinh.